# Bab al-Azizia

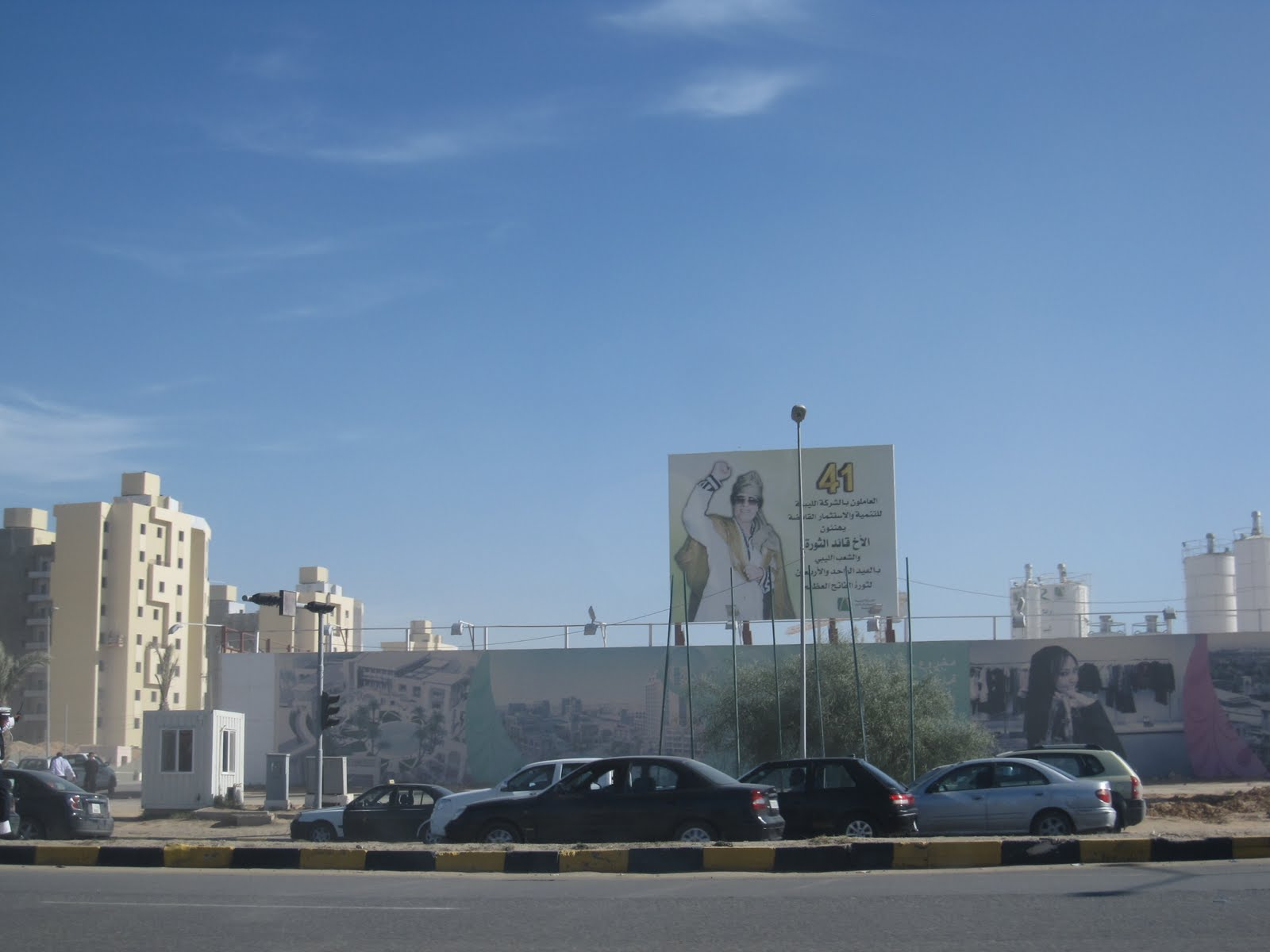
Qadhafi op propagandabord in Bab al-Azizia dat zijn 41e jaar als Libische leider viert, november 2010.

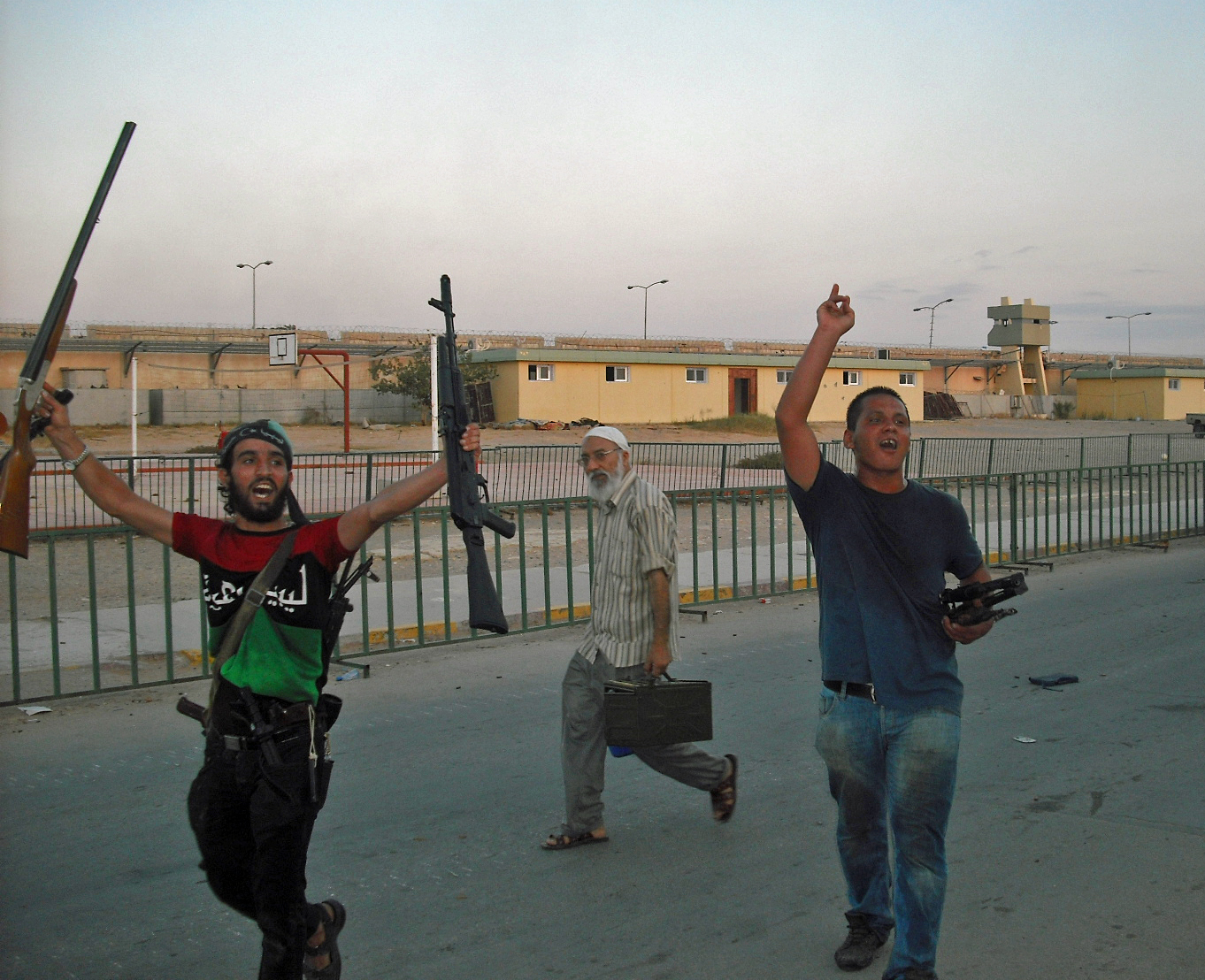
Rebellen juichen bij het veroveren van Qadhafi's hoofdkwartier, augustus 2011.

Bab al-Azizia (Arabisch: باب العزيزية, dat prachtige poort betekent) is een militair complex ten zuiden van het centrum van Tripoli, de hoofdstad van Libië. Er zijn kazernes en de hoofdkwartieren van veiligheidsdiensten gevestigd. De zes vierkante kilometer grote basis is strategisch gelegen aan het noordelijke uiteinde van snelweg naar Tripoli International Airport.
Het was tot 23 augustus 2011 de belangrijkste verblijfplaats voor de Libische leider kolonel Moammar al-Qadhafi en zijn familie tijdens de Opstand in Libië.
Op het complex bevindt zich ook het beroemde standbeeld van een gouden vuist die een Amerikaanse straaljager verbrijzelt. Dit beeld was het symbool tegen het Westen.